# Chanteloup (Deux-Sèvres)
Chanteloup is een gemeente in het Franse departement Deux-Sèvres (regio Nouvelle-Aquitaine) en telt 898 inwoners (1999). De plaats maakt deel uit van het arrondissement Parthenay.

## Geografie
De oppervlakte van Chanteloup bedraagt 20,7 km², de bevolkingsdichtheid is 43,4 inwoners per km².
De onderstaande kaart toont de ligging van Chanteloup (Deux-Sèvres) met de belangrijkste infrastructuur en aangrenzende gemeenten.

## Demografie
Onderstaande figuur toont het verloop van het inwonertal (bron: INSEE-tellingen).